# Joaquín López Menéndez
Joaquín López Menéndez (La Coruña, 1939-ibidem, 21 de abril de 2019) fue un ingeniero y político español. Alcalde de La Coruña desde 1981 a 1983

## Biografía
López Menéndez cursó el bachillerato en el Colegio Salesiano de A Coruña, e Ingeniería de Caminos en Madrid, completando su formación con una etapa profesional de tres años en Noruega. Antes de ser elegido alcalde, desempeñó el cargo de jefe del Servicio de Vías y Obras en la Diputación de La Coruña. Fue elegido concejal como cabeza de lista por la UCD y fue alcalde de La Coruña tras la moción de censura presentada contra el nacionalista Domingos Merino el 1 de abril de 1981.
Su mandato se caracterizó por la reivindicación para La Coruña de la capitalidad de Galicia, llegando incluso a declarar tres días de luto oficial en abril de 1982 y convocar una manifestación en junio para conseguirla, pero no contó con apoyos fuera de la ciudad. En las municipales de 1983 se presentó por el partido de ámbito local La Coruña Unida, logrando mantenerse en el consistorio como concejal.